# 青森市立鶴ヶ坂小学校
青森市立鶴ヶ坂小学校（あおもりしりつ つるがさかしょうがっこう）は、かつて青森県青森市大字鶴ヶ坂字田川にあった公立小学校。

## 概要
鶴ヶ坂はかつての旧青森市と旧浪岡町の境界に位置する山中の台地上の土地であるが、国道7号線が走っていたため、交通の要所としてそれなりに商店もあり、人も多くいた。ところが1987年（昭和62年）8月に鶴ヶ坂バイパスが山中に出来てしまったため、その影響で商店が少なくなった。そのため、住民も減少しそれが児童数にも直撃し、1995年（平成7年）には児童数が45人いたものが2005年（平成17年）には児童数が8人まで著しく減少し、2009年（平成21年）3月をもって閉校された。

## 沿革
- 1879年（明治12年）7月17日 - 「鶴ヶ坂小学」創立。
- 1883年（明治16年）4月 - 清水に校舎を設置し書類上は戸門小学（後の青森市立戸門小学校）と合併するものの、実際には合併は行われず。
- 1884年（明治17年）4月 - 「戸門小学鶴ヶ坂分教場」に改称。
- 1888年（明治21年） - 「戸門簡易小学校鶴ヶ坂分教場」に改称。
- 1891年（明治24年） - 独立校舎1教室新築。
- 1910年（明治43年） - 「戸門尋常小学校鶴ヶ坂分教場」に改称。
- 1919年（大正8年） - 字川合136番地に校舎新築。
- 1923年（大正12年）
  - 2月28日 - 二学級編制になる。
  - 11月 - 農業補習学校併置。
- 1926年（大正15年）7月1日 - 鶴ヶ坂農業補習学校が青年訓練所充当になる。
- 1935年（昭和10年）4月1日 - 青年訓練所充当が公立鶴ヶ坂青年学校に改称。
- 1941年（昭和16年）4月1日 - 国民学校令により、「戸門国民学校鶴ヶ坂分校」に改称。
- 1945年（昭和20年）3月31日 - 三学級編制になる。
- 1947年（昭和22年）4月1日 - 学校教育法（旧法）施行により、「新城村立戸門小学校鶴ヶ坂分校」に改称。
- 1948年（昭和23年）
  - 3月31日 - 鶴ヶ坂青年学校閉校。
  - 4月1日 - 独立し「新城村立鶴ヶ坂小学校」に改称。
- 1950年（昭和25年）12月21日 - 字田川150番1号に校舎新築竣工。
- 1955年（昭和30年）3月1日 - 新城村が青森市へ合併されたことにより、「青森市立鶴ヶ坂小学校」に改称。
- 1959年（昭和34年）
  - 4月1日 - 六学級編制になる。
  - 5月11日 - 牛乳給食開始。
  - 7月17日 - 創立80周年記念式典挙行。同時に、校歌・校章を制定。
- 1960年（昭和35年）12月20日 - 2教室増築。
- 1969年（昭和44年）7月17日 - 創立90周年記念式典挙行。
- 1971年（昭和46年）
  - 4月1日 - 五学級編制になる。　
  - 4月12日 - 完全給食開始。
- 1972年（昭和47年）4月1日 - 四学級編制になる。
- 1979年（昭和54年）7月17日 - 創立100周年記念式典挙行。同時に、校旗樹立。
- 1993年（平成5年）7月31日 - 字田川187番94号（現在地）に新校舎完成。
- 2009年（平成21年）3月31日 - 新城中央小学校に統合される形で閉校[1]。

## 学区
鶴ヶ坂（字山本、字田川の一部、字川合の一部、字早稲田の一部）

## 参考資料
- 『新青森市史 別編教育（別巻） 年表・学校沿革』（青森市・2000年3月発行）196～197頁「鶴ヶ坂小学校」の項。